# Estación de Massamá-Barcarena
La Estación Ferroviaria de Massamá-Barcarena es una plataforma de la Línea de Sintra de la red de ferrocarriles suburbanos de Lisboa, en Portugal.

## Historia
Cuando la estación fue inaugurada, el 2 de abril de 1887, el tramo en que se encontraba era parte de la Línea del Oeste, siendo, posteriormente, integrado en la Línea de Sintra.
En 1934, esta estación, que en aquel momento se llamaba Barcarena, quedó en quinto lugar en una iniciativa de ajardinamiento de la Línea de Sintra.